# Kenwyne Jones
Kenwyne Jones   (Point Fortin, 5 d'octubre de 1984) és un exfutbolista de Trinitat i Tobago de la dècada de 2000.
Fou 82 cops internacional amb la selecció de Trinitat i Tobago.
Pel que fa a clubs, destacà a Southampton, Sunderland, Stoke City i Cardiff City.